# 17241 Wooden
17241 Wooden este un asteroid din centura principală de asteroizi.

## Descriere
17241 Wooden este un asteroid din centura principală de asteroizi. A fost descoperit pe 11 martie 2000 la Stația Anderson Mesa în cadrul programului LONEOS. Asteroidul prezintă o orbită caracterizată de o semiaxă mare de 2,60 ua, o excentricitate de 0,19 și o înclinație de 14,4° în raport cu ecliptica.